# Suzi Quatro

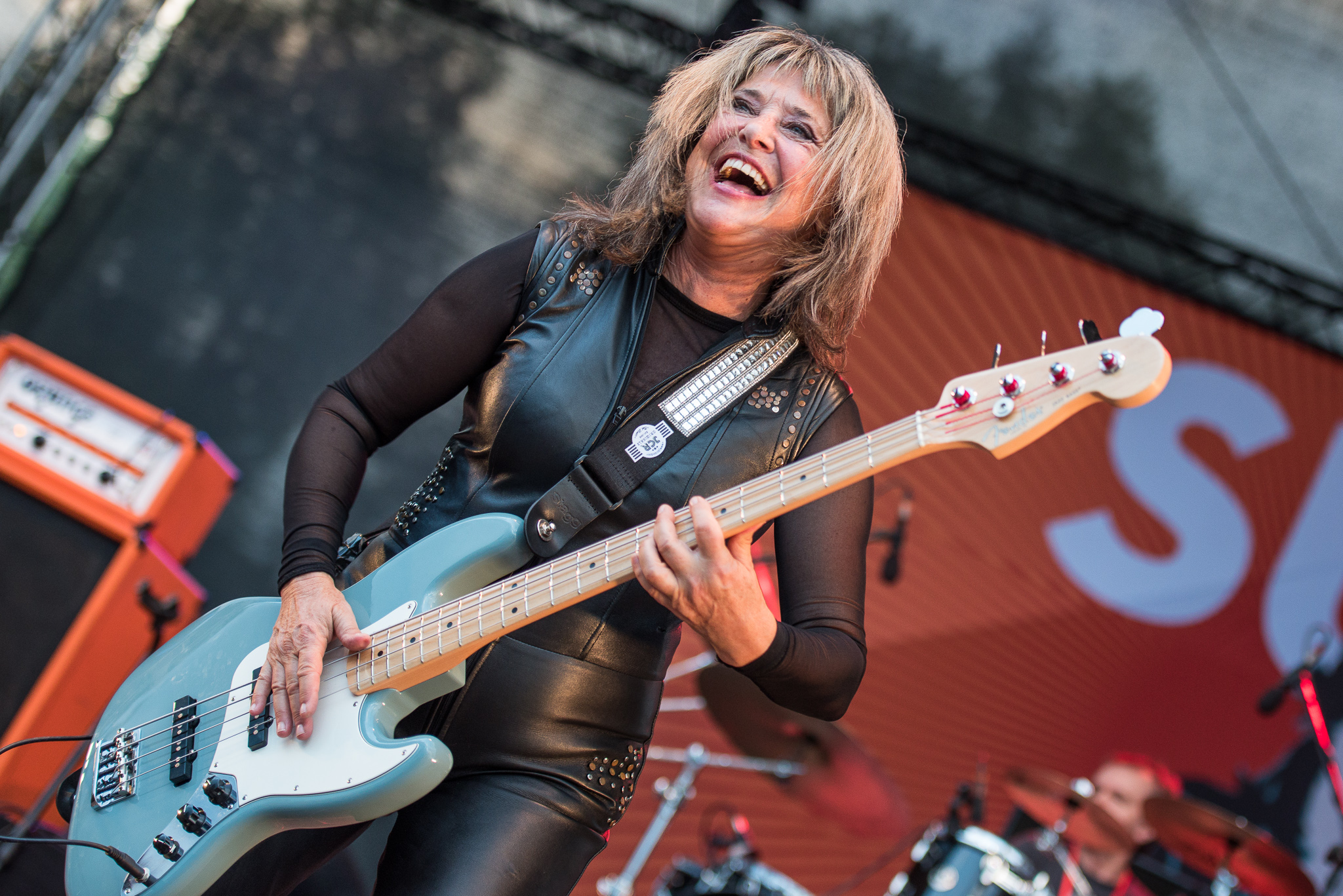
Suzi Quatro (2017)

Susan „Suzi“ Kay Quatro (* 3. Juni 1950 in Detroit) ist eine US-amerikanische Sängerin, Komponistin und Bassistin. In den 1970er Jahren gehörte sie – vor allem in Europa – zu den erfolgreichsten Rockmusikerinnen.

## Biografie
Suzi Quatro hat italienisch-ungarische Wurzeln. Sie wuchs mit ihren drei Schwestern und einem Bruder bei den Eltern Helen und Arthur Quatro im Detroiter Vorort Grosse Pointe auf. Der Vater hatte eine eigene Band, das „Art-Quatro-Trio“.

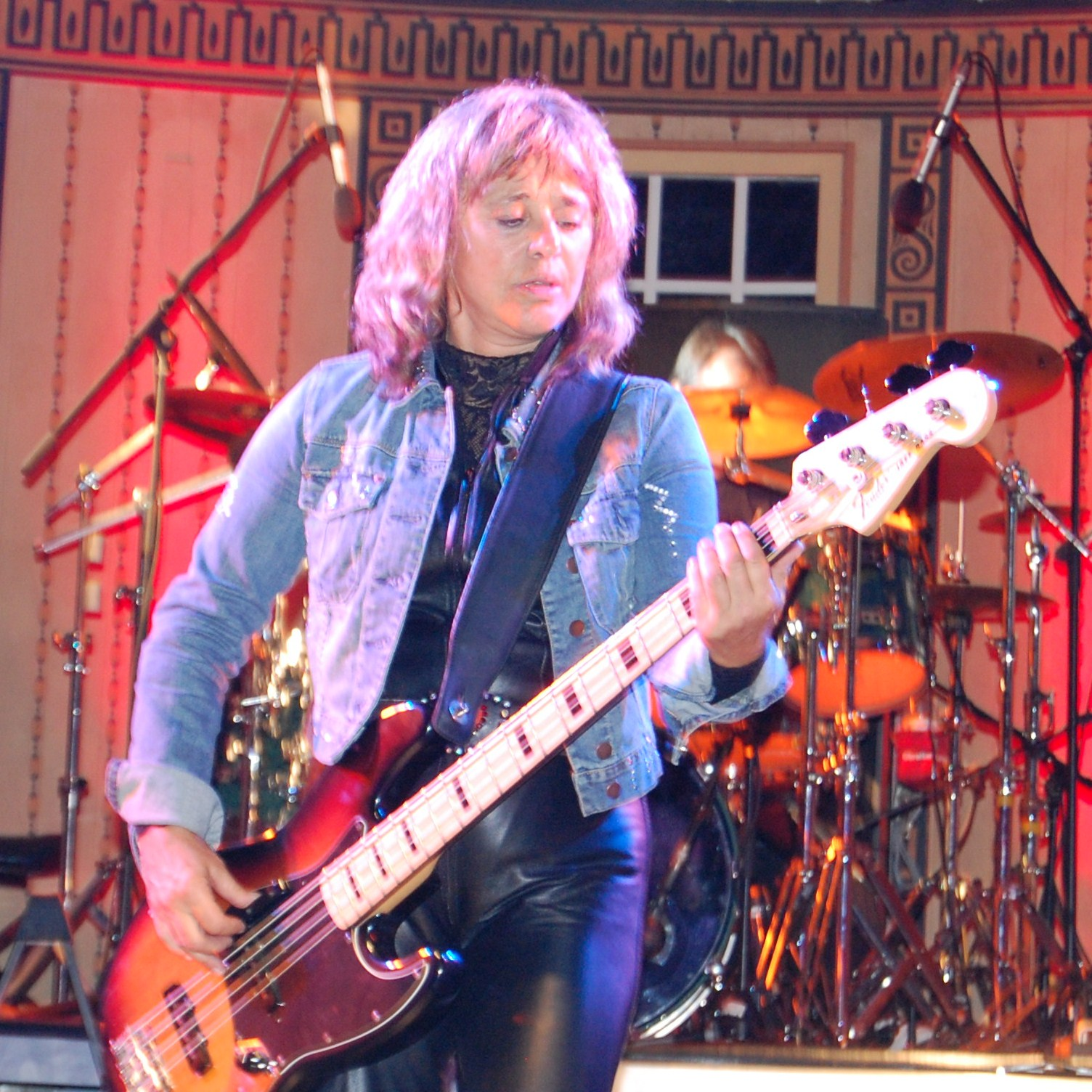
Suzi Quatro (2011)

Im Alter von 5 Jahren sah sie einen der Auftritte von Elvis Presley in der Ed Sullivan Show und hatte die Eingebung, es ihm nachzumachen. Mit 8 Jahren trat Quatro das erste Mal mit ihrem Vater auf. In der Folge nahm sie klassischen Klavierunterricht und wurde auch in Percussion ausgebildet. Mit 14 Jahren bat sie ihren Vater um ein Tiefton-Instrument, bekam einen Fender Precision Bass, brachte sich das Spielen selbst bei und wandte sich dem Rock and Roll zu. Sie nannte sich „Suzi Soul“ und wurde die Bassistin der Detroiter Band Pleasure Seekers, bei denen auch ihre Schwestern engagiert waren.
Wie viele der damaligen Garagenbands nahmen auch Quatro und die Pleasure Seekers eine Single auf. Mit Never Thought You’d Leave Me / What a Way to Die erlangten sie lokale Aufmerksamkeit. Auch die Nachfolgesingle,  schon für das überregionale Label Mercury, wurde ein kommerzieller Erfolg.
1971 gaben sich die Pleasure Seekers den Namen „Cradle“ und spielten nun härteren Rock und ihre eigenen Stücke. Zu dieser Zeit sah der Musikproduzent Mickie Most die Gruppe, während er eine neue Platte mit Jeff Beck in Detroit produzierte. Er lud Suzi Quatro nach England ein, um mit ihr an einer Solokarriere zu arbeiten. Ende 1971 kam sie nach London. Zwei Jahre lang arbeitete sie in den Studios, um Lieder zu schreiben und aufzunehmen. Die erste Solosingle Rolling Stone wurde zwar in Großbritannien ein Flop, aber in Portugal gelangte sie 1972 auf Platz 1 der Hitparade. Nun wurde eine Band zusammengestellt, mit der Quatro auf Tour ging.

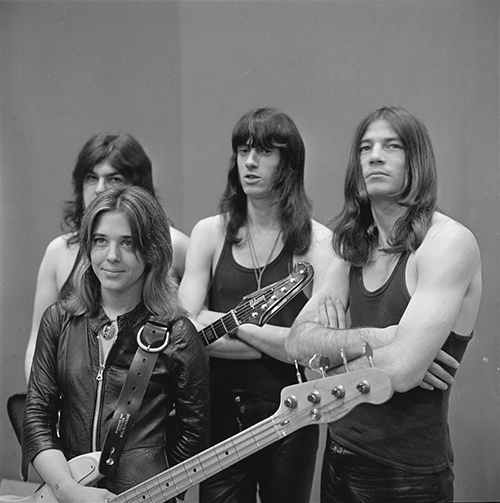
Suzi Quatro mit Band (links Len Tuckey) 1973

Anfang 1973 wurden von Mickie Most zwei neue Komponisten für sein Label RAK verpflichtet, Nicky Chinn und Mike Chapman. Beide schrieben Quatros ersten Nummer-1-Hit Can the Can. Besonders großen Erfolg hatte sie in Europa, Australien und Japan. 1974 erhielt sie in Deutschland den Goldenen Bravo Otto, dann 1975, 1978 und 1979 den Bronzenen sowie 1980 den Silbernen Bravo Otto der Jugendzeitschrift BRAVO.
Als sie eine Version von Elvis Presleys All Shook Up aufnahm, lud dieser sie daraufhin nach Graceland ein. Quatro lehnte jedoch ab, was sie bis heute bedauert: „Ich habe ihn abgewiesen wie ein Idiot, weil ich zu nervös war, meinen Helden zu treffen.“
In den USA wurde Quatro 1977 eine TV-Rolle in der Sitcom Happy Days angeboten. Sie unterbrach ihre Japan-Tour und nahm das Angebot für fünfzehn Folgen an.
Ende der 1970er Jahre endete die Zusammenarbeit mit dem RAK-Label. Quatro arbeitete aber weiterhin mit Mike Chapman. Die ganz großen Erfolge stellten sich zwar nicht wieder ein, aber 1978 nahm sie mit Chris Norman das Lied Stumblin’ In auf, das besonders in Deutschland ein großer Erfolg wurde. Auch die 1979 erschienene Single She’s in Love with You wurde ein Hit. Von diesem Titel nahm Schlagersänger Bernhard Brink mit Ich wär’ so gern wie du eine deutsche Version auf.
Ihre schauspielerischen Qualitäten konnte sie in einigen Gastauftritten in verschiedenen englischen Serien beweisen, so zum Beispiel in der Folge love you to death der erfolgreichen Serie Dempsey & Makepeace oder in der Krimiserie Inspector Barnaby in der Folge Mord mit Groove (2007).
Andrew Lloyd Webber engagierte Quatro im Jahr 1985 für die Titelrolle im Musical Annie Get Your Gun. Die Premiere war 1986 im Londoner West End Theatre. Ihr Engagement im Musical dauerte einige Jahre. 1989 ging Quatro auf eine erfolgreiche Tour durch die Sowjetunion.
1993 arbeitete Quatro an ihrem Musical Tallulah Who. Im Mittelpunkt stand die in den 1930er-Jahren bekannte Schauspielerin Tallulah Bankhead. 
Seit 2000 moderiert Quatro auf BBC 2 die Radiosendung Rocking with Suzi Q.
Am 25. Dezember 2005 hatte der Film Naked under Leather Premiere. Darin spielt sie sich selbst.

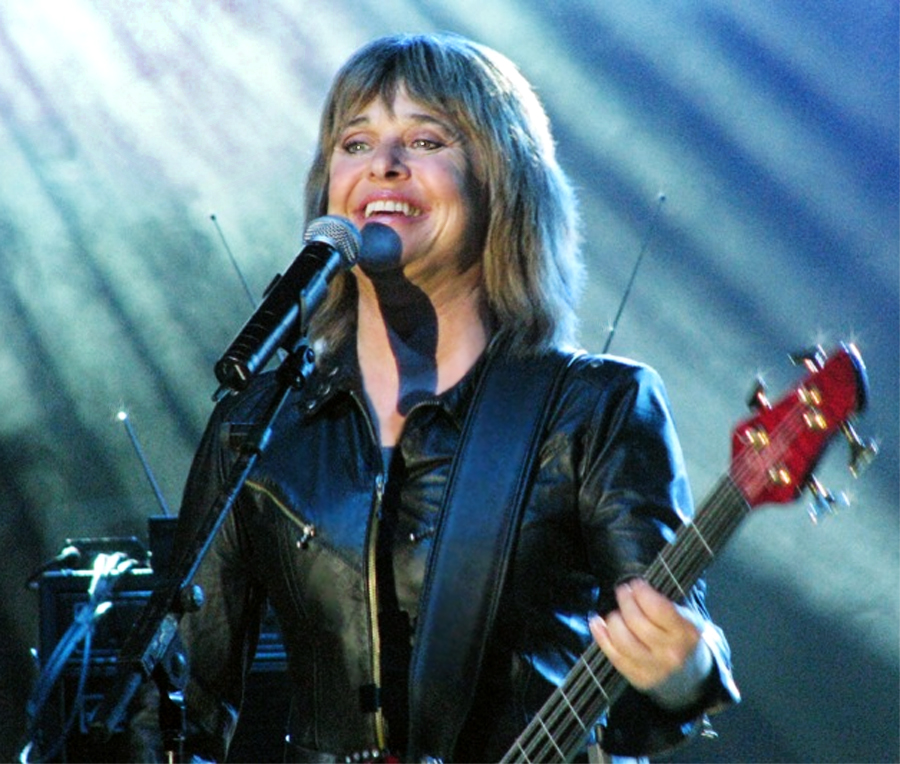
Suzi Quatro in der AIS Arena in Canberra, Australien am 26. September 2007

Im Februar 2006 erschien das Album Back to the Drive. 2009 nahm Suzi Quatro mit The Jordanaires (der Backing Group von Elvis Presley) den Tributesong Singing with Angels auf, der im Januar 2010 veröffentlicht wurde.
Im August 2011 erschien ihr Album In the Spotlight.
Am 19. Oktober 2016 erhielt Suzi Quatro den Ehrendoktor in Anerkennung ihrer Verdienste um die Musik von der Anglia Ruskin University in Cambridge, England.

## Privates
Am 8. Dezember 1976 heiratete Suzi Quatro ihren langjährigen Gitarristen Len Tuckey in Romford/Essex England.
Im September 1982 wurde Quatros Tochter geboren, im Oktober 1984 kam ihr Sohn zur Welt. 
1992 endete die Ehe von Quatro und Tuckey. Im Oktober 1993 heiratete Quatro den deutschen Tour-Promoter Rainer Haas.
Suzi Quatro lebt seit 1971 in einem elisabethanischen Herrenhaus in Essex sowie im Hamburger Stadtteil Niendorf und besitzt ein Apartment in Spanien.

## Diskografie
Studioalben

| Jahr | Titel                                     | Höchstplatzierung, Gesamtwochen/‑monate, AuszeichnungChartplatzierungen (Jahr, Titel, Platzierungen, Wochen/Monate, Auszeichnungen, Anmerkungen) | Höchstplatzierung, Gesamtwochen/‑monate, AuszeichnungChartplatzierungen (Jahr, Titel, Platzierungen, Wochen/Monate, Auszeichnungen, Anmerkungen) | Höchstplatzierung, Gesamtwochen/‑monate, AuszeichnungChartplatzierungen (Jahr, Titel, Platzierungen, Wochen/Monate, Auszeichnungen, Anmerkungen) | Höchstplatzierung, Gesamtwochen/‑monate, AuszeichnungChartplatzierungen (Jahr, Titel, Platzierungen, Wochen/Monate, Auszeichnungen, Anmerkungen) | Höchstplatzierung, Gesamtwochen/‑monate, AuszeichnungChartplatzierungen (Jahr, Titel, Platzierungen, Wochen/Monate, Auszeichnungen, Anmerkungen) | Anmerkungen                                               |
| Jahr | Titel                                     | DE | AT | CH | UK | US | Anmerkungen                                               |
| ---- | ----------------------------------------- | --- | --- | --- | --- | --- | --------------------------------------------------------- |
| 1973 | Suzi Quatro auch bekannt als: Can the Can | DE4 Gold · (15 Mt.)DE | AT5 (6 Mt.)AT | — | UK32 Silber · (4 Wo.)UK | US142 (13 Wo.)US | Erstveröffentlichung: 1. Oktober 1973 Verkäufe: + 330.000 |
| 1974 | Quatro                                    | DE15 (5 Mt.)DE | — | — | — | US126 (10 Wo.)US | Erstveröffentlichung: 1. Oktober 1974                     |
| 1975 | Your Mamma Won’t Like Me                  | DE42 (1 Mt.)DE | — | — | — | US146 (6 Wo.)US | Erstveröffentlichung: 1. Mai 1975                         |
| 1976 | Aggro-Phobia                              | — | — | — | — | — | Erstveröffentlichung: 1976                                |
| 1978 | If You Knew Suzi…                         | — | — | — | — | US37 (20 Wo.)US | Erstveröffentlichung: 14. Juli 1978 Verkäufe: + 100.000   |
| 1979 | Suzi … and Other Four Letter Words        | — | — | — | — | US117 (14 Wo.)US | Erstveröffentlichung: Oktober 1979 Verkäufe: + 50.000     |
| 1980 | Rock Hard                                 | — | — | — | — | US165 (5 Wo.)US | Erstveröffentlichung: Oktober 1980                        |
| 1982 | Main Attraction                           | — | — | — | — | — | Erstveröffentlichung: November 1982                       |
| 1991 | Oh, Suzi Q.                               | — | — | — | — | — | Erstveröffentlichung: 9. September 1991                   |
| 2006 | Back to the Drive                         | — | — | CH78 (1 Wo.)CH | — | — | Erstveröffentlichung: 17. Februar 2006                    |
| 2011 | In the Spotlight                          | — | — | — | — | — | Erstveröffentlichung: 26. August 2011                     |
| 2019 | No Control                                | DE31 (2 Wo.)DE | AT39 (1 Wo.)AT | CH42 (2 Wo.)CH | — | — | Erstveröffentlichung: 29. März 2019                       |
| 2021 | The Devil in Me                           | DE28 (3 Wo.)DE | — | CH24 (1 Wo.)CH | — | — | Erstveröffentlichung: 26. März 2021                       |

grau schraffiert: keine Chartdaten aus diesem Jahr verfügbar

## TV-Auftritte
- 1977–79: Happy Days („Happy Days Again“) als Leather Tuscadero
- 1980: The Kenny Everett Video Show als sie selbst (Episode 3.1)
- 1982: Minder. Sie spielt die „Nancy“ (als Suzy Quatro) in der Episode 3.1 Dead Men Do Tell Tales.
- 1985: Dempsey & Makepeace. Sie spielt die „Catherine Warren“ in der Episode 2.3 Love You to Death.
- 1994: Absolutely Fabulous. Sie spielt eine Krankenschwester in der Episode 2.1 Hospital.
- 1999: Never Mind the Buzzcocks als sie selbst (Episode 6.6)
- 1999: This Is Your Life. Als sie selbst in der Episode Suzi Quatro
- 2001: Heart-throbs of the 70s Moderation
- 2007: Midsomer Murders: The Axeman Cometh (Inspector Barnaby: Mord mit Groove), Episode 10.4 als Mimi Clifton

## Auszeichnungen
- Bravo Otto
  - 1973: „Gold“ in der Kategorie „Sängerin“
  - 1974: „Gold“ in der Kategorie „Sängerin“
  - 1975: „Bronze“ in der Kategorie „Sängerin“
  - 1978: „Bronze“ in der Kategorie „Sängerin“
  - 1979: „Bronze“ in der Kategorie „Sängerin“
  - 1980: „Silber“ in der Kategorie „Sängerin“